# Luis Núñez (médico)

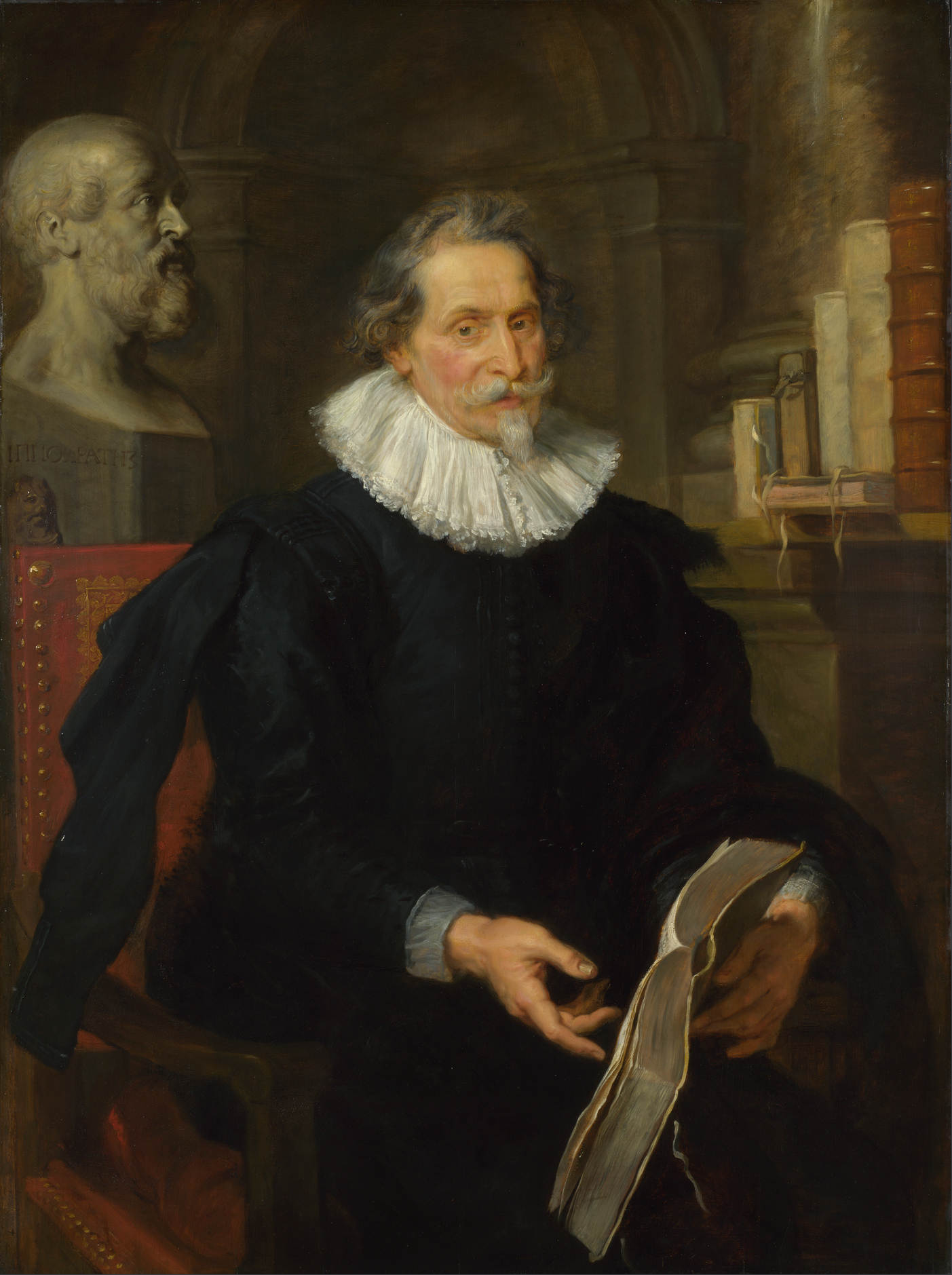
Retratado por Rubens, c. 1627.

Luis Núñez  (Amberes, 1553-Amberes, 1645) fue un médico e historiador flamenco de origen portugués.

## Biografía
Nació en Amberes en 1553, descendiente de una familia de judíos portugueses que llegó a dicha ciudad en 1550. Su padre, Álvaro, también era médico y fue profesor en la Universidad de Lovaina. Luis Núñez terminó sus estudios de medicina sobre 1577 en esa universidad y en 1620 fue uno de los cofundadores de la sociedad médica Collegium Medicum Antverpiense. Escribió Hispaniam sive de oppidis, fluminibusque veteris Hispaniae elegantissimum, commentarium (1607), obra sobre la geografía española dedicada al protomédico Francisco Paz de la que Hernández Morejón destaca las descripciones de fuentes minerales como las de Antequera y Alhama de Granada, además de las de sierras y cordilleras. También es autor de Ichtyophagiam, sive de esu piscium (1616), Diaeteticon (1626), Commentarium in Julium Caesarem, Augustum, Tiberiumque (1620) y In ejusdem Goltzii Numismata Graeciae, seu in Tabulas Insularum Graeciae (1620). En Ichtyophagiam, recomienda el consumo de pescado y lo considera capaz de estimular el intelecto. El Diaeteticon se considera su obra más famosa y el primer tratado sistemático sobre la dietética. Rubens lo retrató sobre 1627 y se conoce que buscó consejo médico suyo en varias ocasiones. Falleció en 1645 en su ciudad natal.